# 3,4-diclorohexano
El 3,4-diclorohexano es un compuesto orgánico de fórmula molecular C6H12Cl2. Es un haloalcano lineal de seis carbonos con dos átomos de cloro unidos a los carbonos 3 y 4 de la cadena. Estos dos carbonos son asimétricos, por lo que existen varios enantiómeros de este compuesto.

## Propiedades físicas y químicas
A temperatura ambiente, el 3,4-diclorohexano es un líquido cuyo punto de ebullición es 168 °C y su punto de fusión -57 °C, siendo estos valores estimados.
Posee una densidad semejante a la del agua, ρ = 1,0 ± 0,1 g/cm³.
El valor del logaritmo de su coeficiente de reparto, logP = 3,17, indica que es más soluble en disolventes apolares —como el 1-octanol— que en disolventes polares. En agua su solubilidad es de 55 mg/L aproximadamente.

## Síntesis
El 3,4-diclorohexano se puede preparar tratando 3-hexeno con cloro en un disolvente inerte —como cloroformo o tetraclorometano— a baja temperatura (entre -30 °C y -40 °C). En estas condiciones se obtiene un rendimiento del 68%.
En vez de cloro se puede emplear cloruro de sulfurilo y la reacción se inicia con calor o mediante el uso de peróxido de dibenzoílo.

## Usos
El 3,4-diclorohexano puede utilizarse en la fabricación de polímeros y de di(aliloximetil)butil bis ésteres, útiles como plastificantes para resinas que contengan haluro de vinilo.
También se puede emplear como «agente reactivador» para estabilizar catalizadores de fósforo-vanadio-oxígeno que son adecuados en la producción de anhídrido maleico. Ello se lleva a cabo a una temperatura superior a 250 °C ya que el 3,4-diclorohexano debe estar en fase vapor.